# Илличевский, Анатолий Фомич
Анатолий Фомич Илличевский (1 (13) июня 1913 — 30 ноября 1992) — советский и украинский библиограф, литературовед, переводчик, полиглот.

## Биография
Участник Великой Отечественной войны, награждён орденом Красной Звезды, Отечественной войны II степени, медалью «За отвагу», «За оборону Киева», «За победу в Великой Отечественной войне 1941—1945 гг.», «Ветеран труда».
В 1941 году окончил Киевский университет имени Тараса Шевченко, где с 1946 года работал преподавателем на кафедре зарубежной литературы. С 1972 года — доктор филологических наук, профессор. Исследовал историю литературы Западной Европы и Латинской Америки.
Среди его переводов с итальянского: «Метелло» В. Пратолини, 1960 (также автор предисловия и примечаний); «Приключения Чиполлино. Повесть-сказка», Джанни Родари, 1977; «Спартак» Рафаэлло Джованьоли, 1974; отдельные новеллы Джованни Боккаччо (опубликованные вместе со статьёй «Новеллы молодого Джованни Бокаччо» в журнале «Всесвит», 1988, № 10).
Написал исследование «Иоганнес Бехер» — 1953, «Ленин в художественной литературе Запада» — 1969, статью про поэта Витторио Альфьери в Украинской советской энциклопедии. Написал статьи о творчестве Дж. Голсуорси, Э. Хемингуэя, Б. Шоу, Ю. Фучика.
Немало совместно работал над переводами с Александром Чукавиным.
Среди его воспитанников — переводчик Владимир Житник.
Умер 1 декабря 1992 года. Похоронен вместе с женой и сыном в колумбарии Байкового кладбища (участок № 5, нижняя терраса).